# Grimmia alpestris
Grimmia alpestris là một loài Rêu trong họ Grimmiaceae. Loài này được (F. Weber & D. Mohr) Schleich. mô tả khoa học đầu tiên năm 1807.

## Hình ảnh

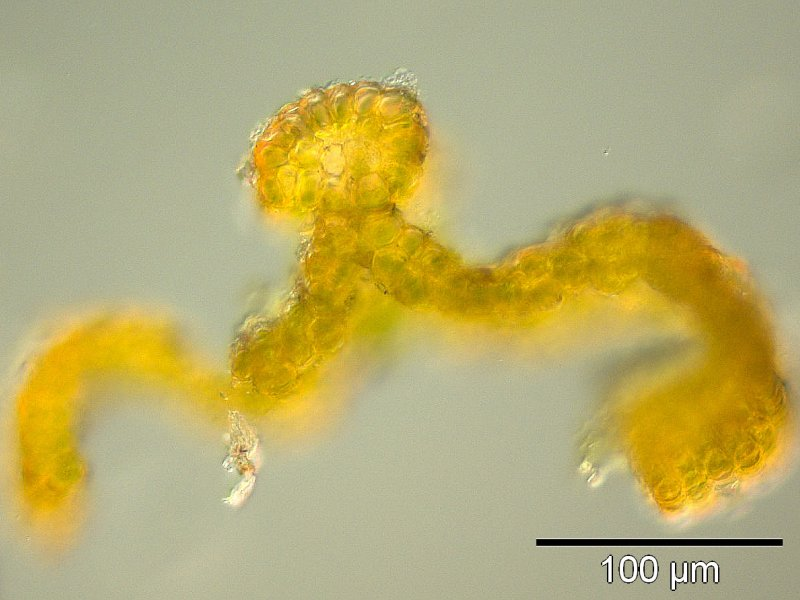
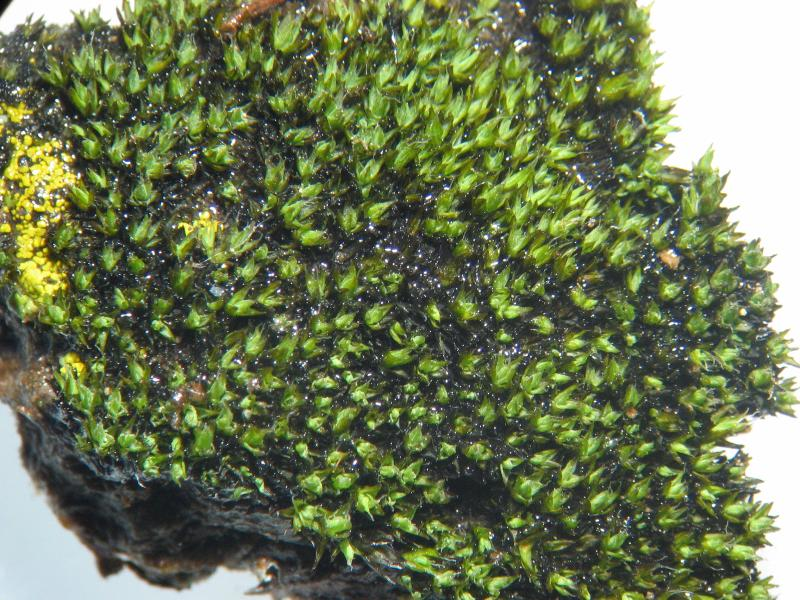
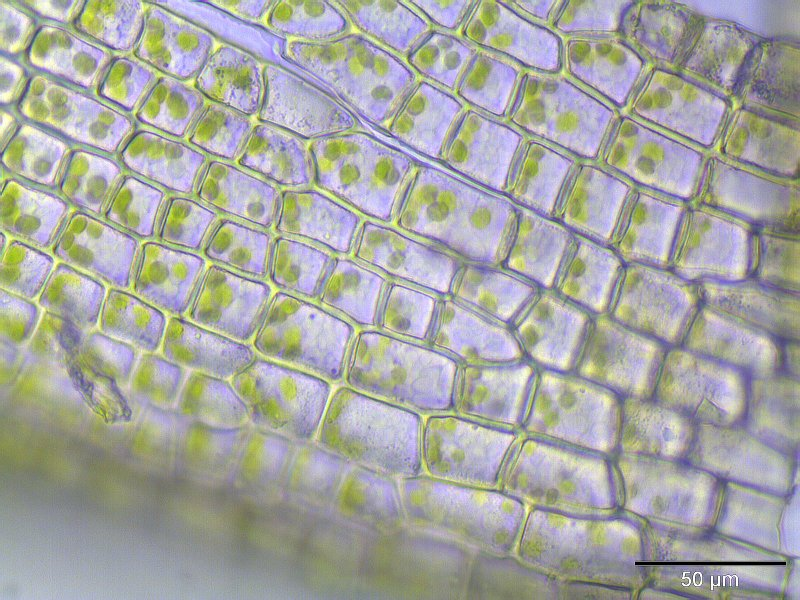
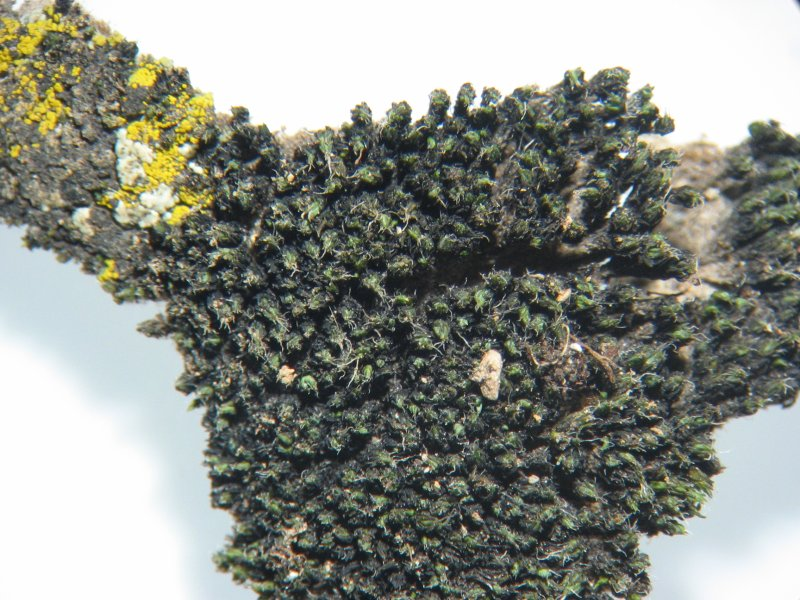